# 스물다섯 스물하나
《스물다섯 스물하나》는 2022년 2월 12일부터 2022년 4월 3일까지 방송된 tvN 토일 드라마이다.

## 기획 의도
스물다섯, 스물하나
1998년, 세상이 통째로 흔들리듯 불안하던 해,
스물둘과 열여덟이 만났다.
둘은 서로의 이름을 처음 불렀다.
스물셋과 열아홉이 되었고, 둘은 의지했다.
스물넷과 스물이 되었고, 둘은 상처를 냈다.
스물다섯 스물하나가 됐을 때, 둘은 사랑했다.
시대를 막론한 영원한 스테디셀러, 청춘.
비록 지금의 청춘이 입시와 스펙,
학자금 대출과 취준생 같은 이름으로
사회면에나 자주 등장하는 단어가 됐을지언정
나도 당신도, 모두가 청춘을 사랑한다.
청춘인 자들도, 청춘을 앞둔 자들도, 청춘을 지나온 자들도
하나 같이 청춘을 동경한다.
왜일까.
청춘이 매력적인 근본은, 남아도는 체력에 있다.
무언가를 좋아할 체력, 좋아하는 것에 뛰어들 체력,
뛰어들었다가 실패하고 좌절할 체력,
그 와중에 친구가 부르면 나가 놀 체력,
그래놓고 나는 쓰레기라며 자책할 체력.
유한한 체력을 중요한 일들에 신경 써서
분배할 필요가 없는 시절,
감정도 체력이란 걸 모르던 시절,
그리하여 모든 것을 사랑하고
모든 일에 아파할 수 있는 시절.
그 시절의 우정은 언제나 과했고,
사랑은 속수무책이었으며, 좌절은 뜨거웠다.
불안과 한숨으로 얼룩지더라도, 속절없이 반짝였다.
이 드라마는
'청춘물'할 때 그 '청춘'.
우리 기억 속 어딘가에 필터로 보정해
아련하게 남아있는 미화된 청춘,
우리가 보고 싶은 유쾌하고 아린 그 ‘청춘’을 그릴 것이다.
살벌하게 불태웠다 휘발되는 이야기 말고,
천천히 적시다 뭉클하게 새겨지는 이야기가 될 것이다.
그 여름은 우리의 것이었다.

## 제작진

### 극본
- 권도은 : tvN 수목 드라마 《검색어를 입력하세요 WWW》(집필) 집필

### 연출
- 정지현 : tvN 수목 드라마 《검색어를 입력하세요 WWW》(공동 연출), SBS 금토 드라마 《더 킹 : 영원의 군주》(공동 연출), tvN 월화 드라마 《너는 나의 봄》(연출) 연출

## 등장 인물

### 주요 인물
- 김태리 : 나희도(21세) 역 (아역 옥예린, 중년(41세) 김소현) - 태양고 펜싱부, 펜싱 국가대표 금메달 선수. 민채의 어머니. 재경의 딸.
- 남주혁 : 백이진(25세) 역 - 前 만화책 대여점·신문 배달 알바생, 現 UBS 보도국 기자(후에 UBS 뉴스 메인 앵커가 된다).
- 김지연 : 고유림(21세) 역 (아역 경다은) - 태양고 펜싱부, 펜싱 국가대표 금메달 선수.
- 집안 사정으로 인해 러시아로 귀화하게 되며, 러시아 이름은 율리아 고다. 마지막화에서 펜싱 학원 관장이 된다.
- 최현욱 : 문지웅(21세) 역
- 이주명 : 지승완(21세) 역 - 태양고 방송부, 전교1등, 반장, 해적방송 DJ다. 전교 1등임에도 어떤 사건으로 인해 자퇴를 결심하고 재수생이 됨.

### 나희도의 주변 인물
- 서재희 : 신재경(44세) 역 - UBS 9시뉴스 메인앵커, 희도의 어머니
- 김혜은 : 양찬미(44세) 역 - 태양고 펜싱부 코치
- 최명빈 : 김민채(15세) 역 - 희도(41세)의 딸, 발레 전공

### 백이진의 주변 인물
- 박윤희 : 백성학 역 - 이진과 이현의 아버지
- 김영선 : 이진과 이현의 어머니
- 박정표 : 이진과 이현의 삼촌
- 최민영 : 백이현(16세) 역 - 이진의 동생, 재원중학교 학생
- 이찬종 : 서중혁 역 - UBS 보도국 기자, 이진의 선배.

### 그 외 인물
- 소희정 : 승완의 어머니 역
- 김동균 : 유림의 아버지 역
- 허지나 : 유림의 어머니 역
- 백석광 : 나성진 역 - 재경의 남편이자 희도의 아버지
- 김미혜 : 젊은 재경 역
- 박수진
- 이기쁨
- 김효송
- 김태유
- 송영주
- 박진수
- 정충구
- 윤태이
- 신성은
- 황가람
- 이하주
- 리민 : 1화에서는 신문배달을 하는 백이진에게 배달이 늦었다면서 갑질하는 남성으로 나옴 / 14화에서는 고유림에게 매국노에겐 짜장면을 팔지 않겠다고 하는 중국집 주인으로 나옴
- 정예주
- 장영현
- 유비
- 장연우
- 전아성
- 임은지
- 장지은
- 서나경
- 고연경
- 정용주
- 양희우
- 이재이
- 홍성환
- 김오복
- 태양고 학생들

한규혁, 길경식, 유헌균, 성영제, 김민규, 최창욱, 김진규, 오민규, 김범준, 박정인, 장소연, 임가원, 윤다현, 정유경, 윤예은, 현혜선, 정우연, 김혜원, 한예지, 김대훈, 문종호, 강지유, 이단비, 문서우, 박혜수, 장새얀
- 스크린쿼터 시위대

이유섭, 권동원, 박현, 강태후, 송재욱, 안소리, 윤소담, 한윤아, 유수아, 이진수, 이은강, 손승택, 추은경, 양현선, 이윤지, 안도경, 최정서, 김진구, 홍인국, 임정옥
- 주보영 : 이예지 역 - 펜싱부 부원
- 방은정 : 이다슬 역 - 펜싱부 선배
- 마정필
- 지혜원
- 현진
- 조남희
- 신가은
- 문우빈
- 이예진
- 최민영
- 국중웅
- 강학수
- 이동화
- 진석진
- 박현영
- 성연호
- 노행하
- 한동원
- 신성식
- 최영
- 송예슬
- 옥주리 : 동네 가게 주인 역
- 임용순
- 배성일
- 박부건
- 군인들

채민석, 김대영, 김동형, 이동기, 민현우, 유대건, 박현준, 박형준, 김주일, 이태곤, 김동훈, 장재혁 박정환, 손병일
- 김하진
- 정민주
- 서영삼
- 유은아
- 이예린
- 전세용 : 이진의 아버지를 닮은 남자 역
- 이동규
- 김병욱
- 서정빈
- 연승빈
- 김윤호
- 김남이 : 이진의 고모 역
- 전수환 : 한강물산 면접관 역
- 홍은정 : 한강물산 입사 지원자 역
- 구자건 : 한강물산 입사 지원자 역
- 송재생 : 한강물산 면접 진행자 역
- 장준현 : 한강물산 이사 역 - 이진의 아는 형
- 최교식 : 동네 주민 역
- 전영 : 야구르트 아줌마 역
- 손영순 : 버스 안 할머니 역
- 이경오
- 이선구
- 이예진
- 방은정
- 문우빈
- 최민영
- 미상 : 다큐멘터리 PD 역
- 미상 : 선배 역
- 미상 : 학생주임 역
- 강문경: 국장 역

### 특별 출연
- 이중옥 : 희도의 선중여고 펜싱부 코치 역 (1회)
- 정유민 : 황보미 역 - 선중여고 일진, 태양고에 전학가기 위해 희도가 시비를 건 인물 (1회)
- 최태준 : 정호진 역 - 펜싱 국가대표 선수 (6회, 12회)
- 윤주만 : 박 PD역 - UBS 예능국 PD (9회 ~ 10회)
- 윤세웅 : 서영성 역 - 태양고등학교 학년주임
- 김준호 : 본인 역 - 희도의 선배 (13회)
- 김남희 : 핸드폰 대리점 점주 역 (16회) - 커플 요금제 해지를 위해 희도와 이진에게 동의서를 받았다.
- 강훈 : 성인 백이현 역 - 이진의 남동생 (16회)

## 시청률
최저 시청률과 최고 시청률은 시청률 조사회사와 지역별로 시청률에 차이가 있을 수 있습니다.
| 시즌 | 시즌 | 에피소드 번호 | 에피소드 번호 | 에피소드 번호 | 에피소드 번호 | 에피소드 번호 | 에피소드 번호 | 에피소드 번호 | 에피소드 번호 | 에피소드 번호 | 에피소드 번호 | 에피소드 번호 | 에피소드 번호 | 에피소드 번호 | 에피소드 번호 | 에피소드 번호 | 에피소드 번호 | 평균  |
| 시즌 | 시즌 | 1             | 2             | 3             | 4             | 5             | 6             | 7             | 8             | 9             | 10            | 11            | 12            | 13            | 14            | 15            | 16            | 평균  |
| ---- | ---- | ------------- | ------------- | ------------- | ------------- | ------------- | ------------- | ------------- | ------------- | ------------- | ------------- | ------------- | ------------- | ------------- | ------------- | ------------- | ------------- | ----- |
|      | 1    | 1.537         | 2.065         | 1.999         | 2.165         | 1.988         | 2.509         | 2.620         | 2.857         | 2.870         | 2.887         | 2.919         | 2.828         | 2.796         | 2.905         | 2.639         | 3.047         | 2.539 |

| 2022년 | 2022년   | 2022년         | 2022년       | 2022년 |
| 회차   | 방송일   | AGB 시청률     | AGB 시청률   |        |
| 회차   | 방송일   | 대한민국(전국) | 수도권(서울) |        |
| ------ | -------- | -------------- | ------------ | ------ |
| 제1회  | 2월 12일 | 6.370%         | 7.799%       |        |
| 제2회  | 2월 13일 | 8.010%         | 8.867%       |        |
| 제3회  | 2월 19일 | 8.182%         | 8.981%       |        |
| 제4회  | 2월 20일 | 8.787%         | 9.972%       |        |
| 제5회  | 2월 26일 | 7.956%         | 8.960%       |        |
| 제6회  | 2월 27일 | 9.817%         | 11.065%      |        |
| 제7회  | 3월 5일  | 9.718%         | 10.380%      |        |
| 제8회  | 3월 6일  | 10.900%        | 11.734%      |        |
| 제9회  | 3월 12일 | 10.622%        | 12.043%      |        |
| 제10회 | 3월 13일 | 10.879%        | 12.660%      |        |
| 제11회 | 3월 19일 | 10.887%        | 12.410%      |        |
| 제12회 | 3월 20일 | 10.675%        | 12.528%      |        |
| 제13회 | 3월 26일 | 9.927%         | 11.001%      |        |
| 제14회 | 3월 27일 | 10.308%        | 11.451%      |        |
| 제15회 | 4월 2일  | 9.592%         | 10.302%      |        |
| 제16회 | 4월 3일  | 11.513%        | 12.636%      |        |

## 수상 및 후보
| 연도 | 시상식              | 부문                     | 수상자(작)        | 결과 | 출처 |
| ---- | ------------------- | ------------------------ | ----------------- | ---- | ---- |
| 2022 | 제58회 백상예술대상 | TV부문 드라마 작품상     | 스물다섯 스물하나 | 후보 |      |
| 2022 | 제58회 백상예술대상 | TV부문 여자 최우수연기상 | 김태리            | 수상 |      |
| 2022 | 제58회 백상예술대상 | TV부문 남자 신인연기상   | 최현욱            | 후보 |      |
| 2022 | 코리아드라마어워즈  | 여자 신인상              | 보나              | 수상 |      |

## 같이 보기
- 대한민국의 텔레비전 드라마 목록 (ㅅ)
- 2022년 대한민국의 텔레비전 드라마 목록